# Pueblos semitas

Mapa con la distribución de las lenguas semitas iniciales.

Distribución geográfica de los hablantes de lenguas semitas (en naranja) y de otras lenguas afroasiáticas en la actualidad.

El término pueblo semita o semitas es un término que designa a un grupo étnico, cultural o racial  asociada a pueblos de Oriente Próximo, incluidos árabes, judíos, acadios y fenicios. La terminología se encuentra a principios del siglo XXI en gran parte fuera de uso más allá de la agrupación «lenguas semíticas» en la lingüística.     Utilizada por primera vez en la década de 1770 por miembros de la Escuela de historia de Gotinga, esta terminología bíblica de raza derivaba de Sem (שֵׁם), uno de los tres hijos de Noé en el Libro del Génesis, junto con los términos paralelos Hamitas y Jafetitas.
Pese a carecer de toda base étnica, y al igual que sucedió con el término «ario», la voz «semita» durante el siglo XIX transfirió su sentido lingüístico original a uno nuevo, pseudocientífico y de corte racial. Con el fin de la Segunda Guerra Mundial, el segundo sentido del término ha quedado en desuso.[cita requerida]

## Toponimia
El adjetivo «semita» hace referencia a los pueblos citados en la Biblia, descendientes de Sem, uno de los hijos de Noé —según la tradición (basada en el libro de Génesis), el primogénito, aunque según interpretación directa del texto, pudo haber sido el segundo después de Jafet—; El tercer hermano fue Cam. En el libro del Génesis (el primero de la Biblia) se encuentra la narración del Diluvio universal y en ella está la «tabla de las naciones», donde se hace referencia a la genealogía de los semitas. Los antiguos pueblos de habla semítica incluyen a los habitantes de Aram, Asiria, Babilonia, Siria, Canaán —incluidos los hebreos— y Fenicia.
El vocablo fue propuesto inicialmente por August Ludwig von Schlözer en el Repertorium (1781) de Eichhorn, para referirse a las lenguas emparentadas con el hebreo. En la Enciclopedia católica consta que ya en 1807, «semita» se había adoptado como término étnico. Por extensión, «semita» se empezó a utilizar para designar a los pueblos hablantes de las lenguas semíticas y sus realizaciones culturales.
En lingüística y etnología, el término «semita» se usa para referirse a una familia lingüística de origen predominantemente medio-oriental, ahora llamada lenguas semíticas. Esta familia lingüística incluye las formas antiguas y modernas del acadio, el amhárico, el árabe, el arameo, el fenicio, el ge'ez, el hebreo, el maltés y el tigriña.

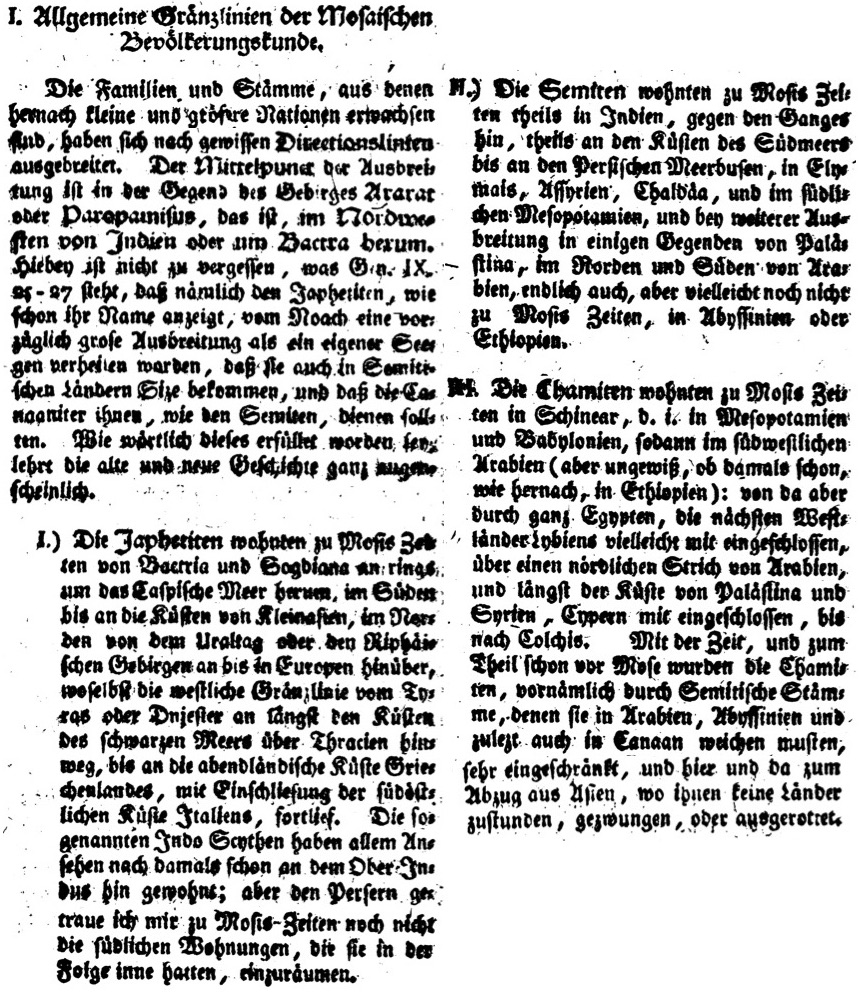
Primera representación de la etnología histórica del mundo separada en los hijos bíblicos de Noé: semitas, hamitas y jafetíes. La obra de Gatterer Einleitung in die Synchronistische Universalhistorie (1771) explica su opinión de que la historia moderna ha demostrado la veracidad de la predicción bíblica de la supremacía jafetana (Génesis 9:25-27).. Haga clic en la imagen para ver la transcripción del texto en alemán e inglés.

## Uso

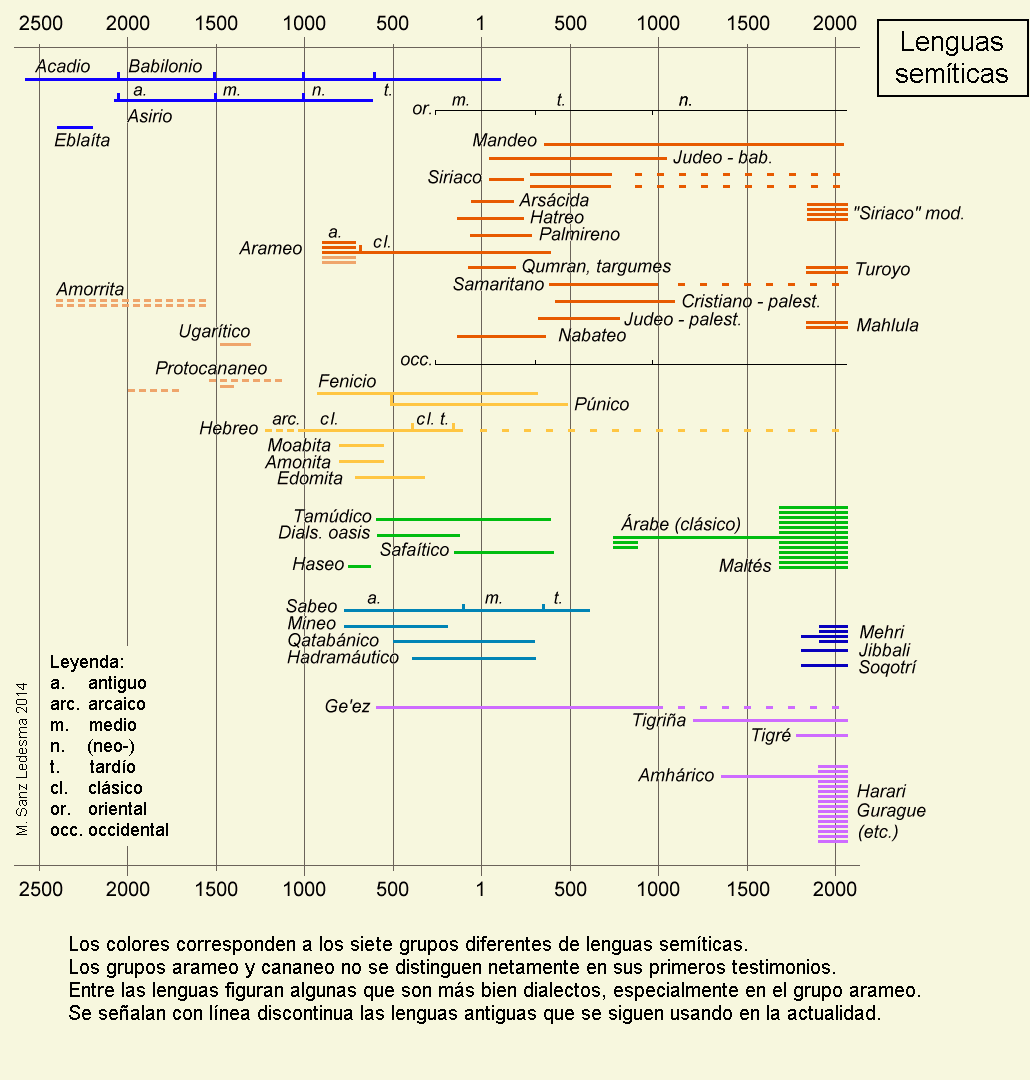
Lenguas semíticas.

Los pueblos de lengua semita estaban constituidos por un conjunto heterogéneo de pueblos y etnias, todos ellos pertenecientes a la antigua familia lingüística semita. La acepción racial de «semita» es hoy considerada pseudocientífica y se desaconseja su uso. La relación entre los pueblos semitas se debe exclusivamente a su origen lingüístico y cultural, por lo que el uso de «semita» se debe circunscribir a estos ámbitos. Es, pues, impropio hablar de «razas» indoeuropeas o de «razas» semitas, sino que debe hablarse de pueblos que hablaron alguna de estas lenguas.
Es especialmente en la clasificación propia de la lingüística y al considerarse las familias de lenguas donde se determinan regiones con grupos que hablan las diferentes lenguas, entre las que también existen las lenguas semíticas.

## Antisemitismo
A finales del siglo XIX se acuñó el neologismo antisemitismo en panfletos que exhortaban a la hostilidad ideológica y racial contra los judíos. Ese ha sido y sigue siendo el significado exclusivo del término, es decir, aplicado exclusivamente a los judíos (y no a otros pueblos con lenguas semíticas, como los árabes), y así lo recoge el DRAE (véase su definición).

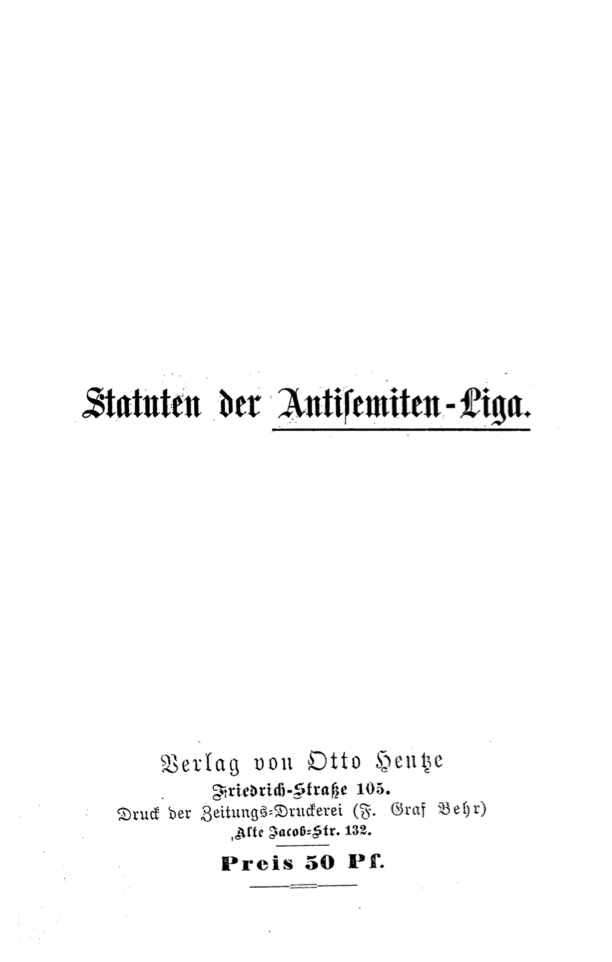
Estatuto de 1879 de la Liga Antisemita, la organización que fue la que popularizó el vocablo.

Los términos «antisemita» o «antisemitismo» llegaron por un camino «tortuoso» para referirse más estrechamente a cualquiera que fuera hostil o discriminatorio hacia los judíos en particular.
Los antropólogos del siglo XIX, como Ernest Renan, alinearon fácilmente las agrupaciones lingüísticas con la etnia y la cultura, apelando a la anécdota, la ciencia y el folclore en sus esfuerzos por definir el carácter racial. Moritz Steinschneider, en su revista de letras judías Hamaskir (3 (Berlín 1860), 16), comenta un artículo de Heymann Steinthal criticando el artículo de Renan «Nuevas consideraciones sobre el carácter general de los pueblos semíticos, en particular su tendencia al monoteísmo». Renan había reconocido la importancia de las antiguas civilizaciones de Mesopotamia, Israel, etc., pero calificaba a las razas semíticas de inferiores a las arias por su monoteísmo, que según él provenía de sus supuestos instintos raciales lujuriosos, violentos, sin escrúpulos y egoístas. Steinthal resumió estas predisposiciones como «semitismo», y así Steinschneider caracterizó las ideas de Renan como "prejuicio antisemita".
En 1879, el periodista alemán Wilhelm Marr inició la politización del término al hablar de una lucha entre judíos y alemanes en un panfleto titulado Der Weg zum Siege des Germanenthums über das Judenthum («El camino hacia la victoria del germanismo sobre el judaísmo»). Acusaba a los judíos de ser liberales, un pueblo sin raíces que había judaizado a los alemanes más allá de la salvación. En 1879 los seguidores de Marr fundaron la «Liga del Antisemitismo», que se ocupaba exclusivamente de la acción política antijudía.
Las objeciones al uso del término, como la naturaleza obsoleta del término «semita» como término racial, se han planteado al menos desde la década de 1930. 